# Converse (Carolina del Sur)
Converse es un lugar designado por el censo ubicado en el condado de Spartanburg, en el estado estadounidense de Carolina del Sur. La localidad en el año 2010 tiene una población de 608 habitantes. 

## Geografía
Converse se encuentra ubicado en las coordenadas 34°59′42.64″N 81°50′25.98″O / 34.9951778, -81.8405500. 